# Muzeum Ziemi Nidzickiej w Nidzicy
Muzeum Ziemi Nidzickiej w Nidzicy – muzeum z siedzibą w Nidzicy. Placówka jest miejską jednostką organizacyjną, działającą w ramach Nidzickiego Ośrodka Kultury. Jej siedzibą są pomieszczenia nidzickiego zamku.
W ramach muzealnej ekspozycji prezentowana jest wystawa stała pt. "Z dziejów Ziemi Nidzickiej". Zajmuje ona cztery sale zamku i zawiera m.in. pamiątki związane z historią miasta i okolic, począwszy od czasów Prusów, a skończywszy na okresie II wojny światowej, kopie uzbrojenia piechoty, używanego podczas bitwy pod Grunwaldem oraz wyposażenie mazurskich domostw chłopskich. Ponadto do zwiedzania udostępnione zostały: "Sala Rycerska", pełniąca dawniej funkcję siedziby wójta, kaplicy i refektarza, galeria Hieronima Skurpskiego oraz sala widokowa w dawnym krzyżackim spichlerzu, pełniąca również rolę sali wystawienniczej, zwanej "Galerią pod Belką".
Zamek i muzeum są czynne: od wtorku do soboty w okresie od października do kwietnia, zaś w pozostałym okresie - codziennie. Wstęp jest płatny.